# Жозеф-Антуан Буллан
Абат Жозеф-Антуан Буллан (фр. Joseph-Antoine Boullan; 18 лютого 1824, Сен-Порк'є, Тарн і Гаронна — 4 січня 1893, Ліон) — французький римо-католицький священник, пізніше латинізований, його часто звинувачували в сатанізмі, хоча він продовжував відстоювати свій статус християнина.
Він був другом і натхненником письменника Жоріса-Карла Гюїсманса. Гюїсманс разом з Анрі Антуаном Жюль-Буа підтримували Буллана у відомій окультній ворожнечі з маркізом Станісласом де Ґуайта.
Буллан згадується в романі Умберто Еко «Празький цвинтар».